# Хайлюля (річка)
Хайлюля  - річка на північному сході півострова Камчатка.
Довжина річки - 112 км . Площа басейну – 2220 км². Протікає територією Карагинського району Камчатського краю  Росії. Впадає в Укінську губу протоки Літке. Гідронім має корякське походження, проте його точного значення не встановлено.
За даними державного водного реєстру Росії відноситься до Анадиро-Колимського басейнового округу  .